# Ben Elliott
Ben Elliott (Kingston upon Thames, 5 de noviembre de 2002) es un futbolista británico, nacionalizado camerunés, que juega en la demarcación de centrocampista para el Reading F. C. de la EFL League One.

## Trayectoria
Se formó en las categorías inferiores del Chelsea F. C. antes de fichar por el Reading F. C. en agosto de 2023.

## Selección nacional
El 10 de junio de 2023 hizo su debut con la selección absoluta en un encuentro contra México que finalizó con un resultado de empate a dos tras los goles de Israel Reyes y Kevin Álvarez para México, y de Bryan Mbeumo y Karl Toko Ekambi para Camerún.

## Clubes
| Club          | País       | Año   | Partidos | Goles |
| ------------- | ---------- | ----- | -------- | ----- |
| Reading F. C. | Inglaterra | 2023- | 66       | 3     |